# Internet Movie Database
Internet Movie Database, The Internet Movie Database, forkortet IMDb, er verdens største online filmdatabase med information om stort set alt, der har med TV og film at gøre.
IMDb har sin oprindelse i 1989 i nyhedsgruppen rec.arts.movies på Usenet, hvor deltagerne i nyhedsgruppen vedligeholdt først to og siden mange forskellige lister. Der blev udviklet computerprogrammer, så man kunne søge på kryds og tværs i listerne. I 1993 blev den første online-udgave af IMDb tilgængelig på internettet.
I 1998 blev IMDb købt af Amazon.com på den betingelse, at databasen stadig skulle være frit tilgængelig for alle.